# 国道469号

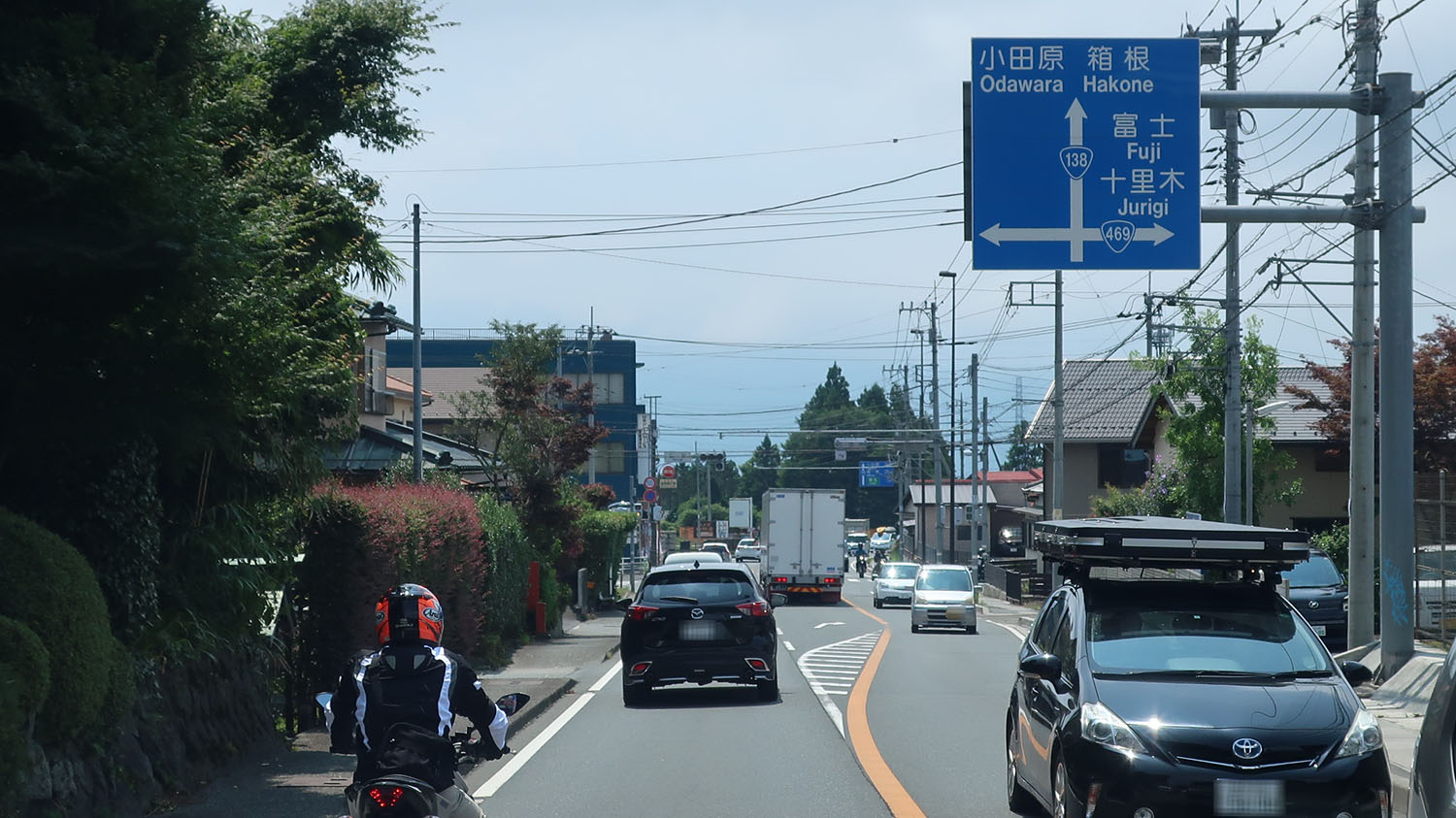
国道469号起点
静岡県御殿場市仁杉交差点

国道469号（こくどう469ごう）は、静岡県御殿場市から山梨県南巨摩郡南部町に至る一般国道である。

## 概要

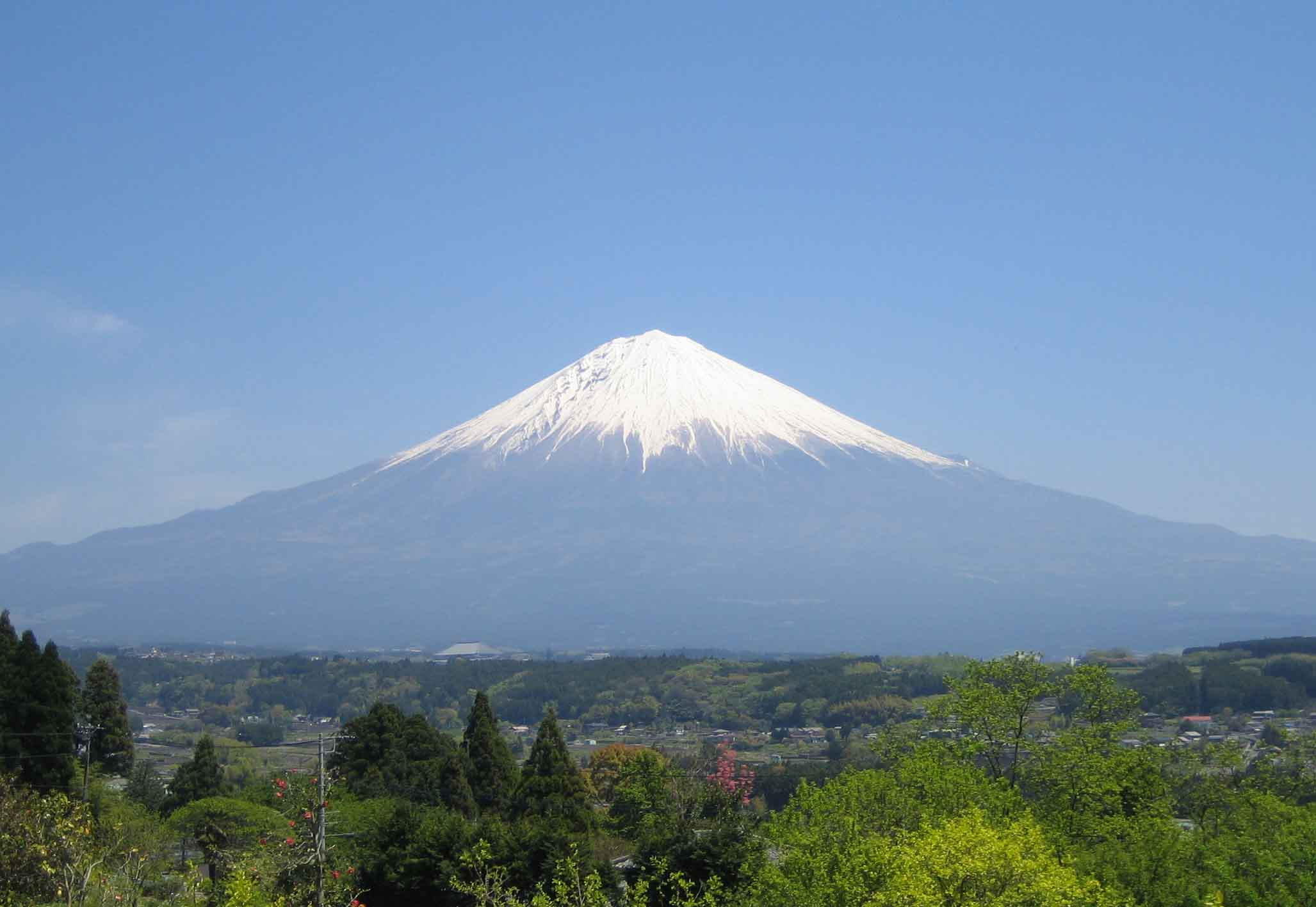
富士宮市柚野（ゆの）地区から望む富士山

静岡県東部に位置する御殿場市の旧国道138号（別名：箱根裏街道、現在の静岡県道418号須走御殿場線）分岐である仁杉交差点から、富士山南麓で愛鷹山との鞍部に位置する十里木高原を経て西へ向かい、山梨県最南部の南巨摩郡南部町の国道52号交点である新万沢橋北詰交差点とを結ぶ延長約59 kmの一般国道の路線で、主な通過地は、静岡県裾野市須山、富士市桑崎・大淵、富士宮市北山・下稲子である。
全体的に富士山の南麓を東西に結ぶ路線で、「富士南麓道路」ともよばれている。富士宮市内を南北に走る富士宮道路（国道139号）と北山インターチェンジ (IC) で結ばれている。沿道に、陸上自衛隊東富士演習場や、日蓮正宗の寺院で桜の名所としても知られる大石寺がある。2020年東京オリンピックの自転車競技（ロードレース）のコースとして使用された。

### 路線データ
一般国道の路線を指定する政令に基づく起終点および重要な経過地は次のとおり。
- 起点：御殿場市（仁杉交差点 = 静岡県道418号須走御殿場線交点）
- 終点：山梨県南巨摩郡富沢町[注釈 2]（新万沢橋北詰交差点 = 国道52号交点）
- 重要な経過地：裾野市、富士市、富士宮市
- 総延長 : 58.5 km（山梨県 2.6 km、静岡県 55.8 km）[2][注釈 3]
- 重用延長 : なし[2][注釈 3]
- 未供用延長 : なし[2][注釈 3]
- 実延長 : 58.5 km（山梨県 2.6 km、静岡県 55.8 km）[2][注釈 3]
  - 現道 : 55.7 km（山梨県 2.6 km、静岡県 53.1 km）[2][注釈 3]
  - 旧道 : 2.2 km（山梨県 - km、静岡県 2.2 km）[2][注釈 3]
  - 新道 : 0.6 km（山梨県 - km、静岡県 0.6 km）[2][注釈 3]
- 指定区間：なし[3]

## 歴史
- 1993年（平成5年）4月1日 - 一般国道469号指定。

## 路線状況

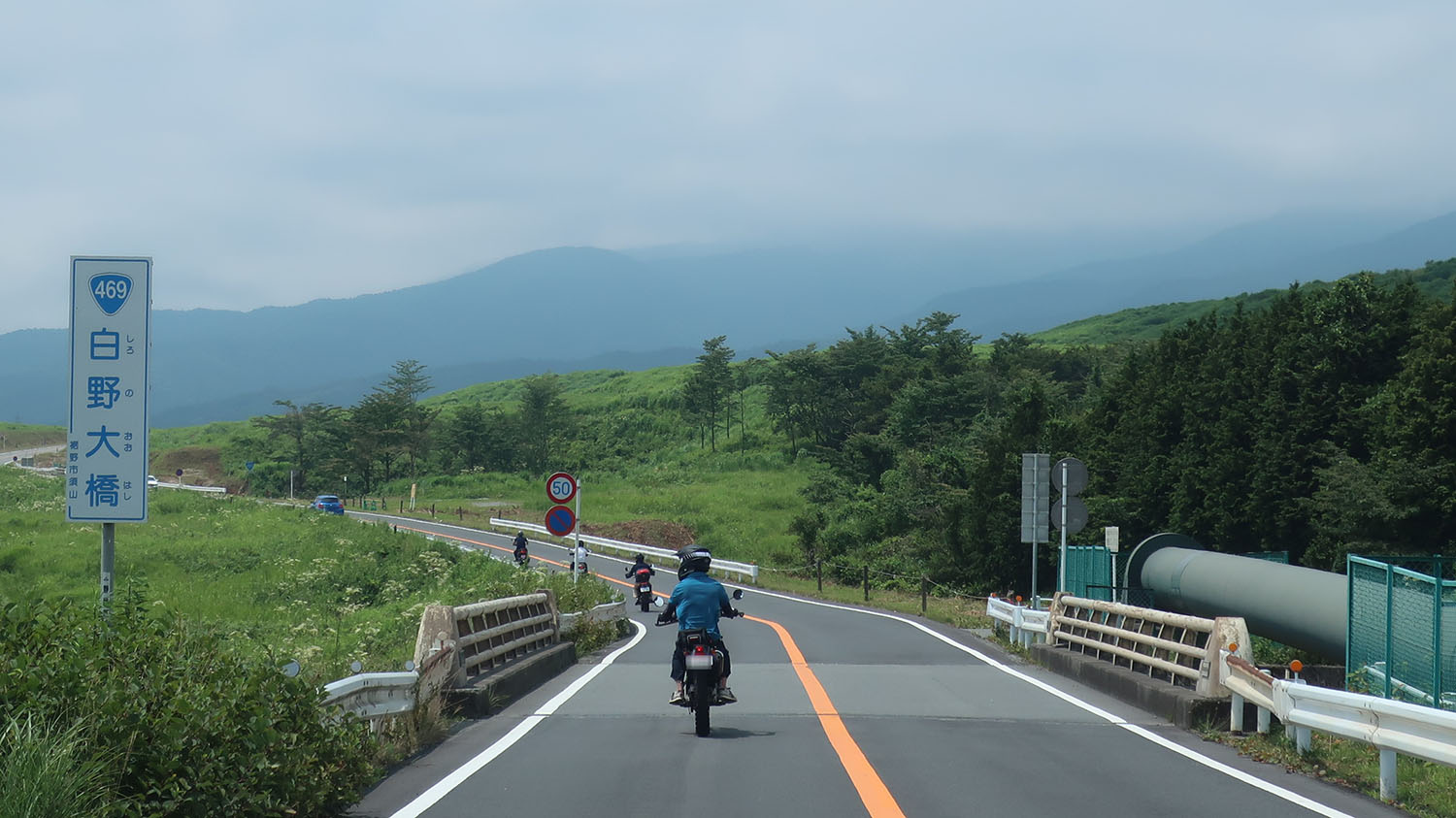
静岡県裾野市須山
（2018年7月）

### バイパス
- 御殿場バイパス（御殿場市中畑 - 川島田）[4][5]
  - 御殿場市中畑 - 川島田の延長1,600 mのバイパス。新東名高速道路新御殿場IC、および国道138号須走道路・御殿場バイパス（西区間）へのアクセス支援を目的に2014年度（平成26年度）に事業開始した。2021年（令和3年）4月10日にこれらと同日に1工区の一部区間延長500 mが開通した[6]。
- 富士南麓道路（村山・粟倉・山宮区間）
- 山宮バイパス（富士宮市）

### 交通量
平日24時間交通量（平成17年度道路交通センサス）
| 地点                     | 台数   |
| ------------------------ | ------ |
| 御殿場市保土沢字北村10-6 | 14,887 |

## 地理

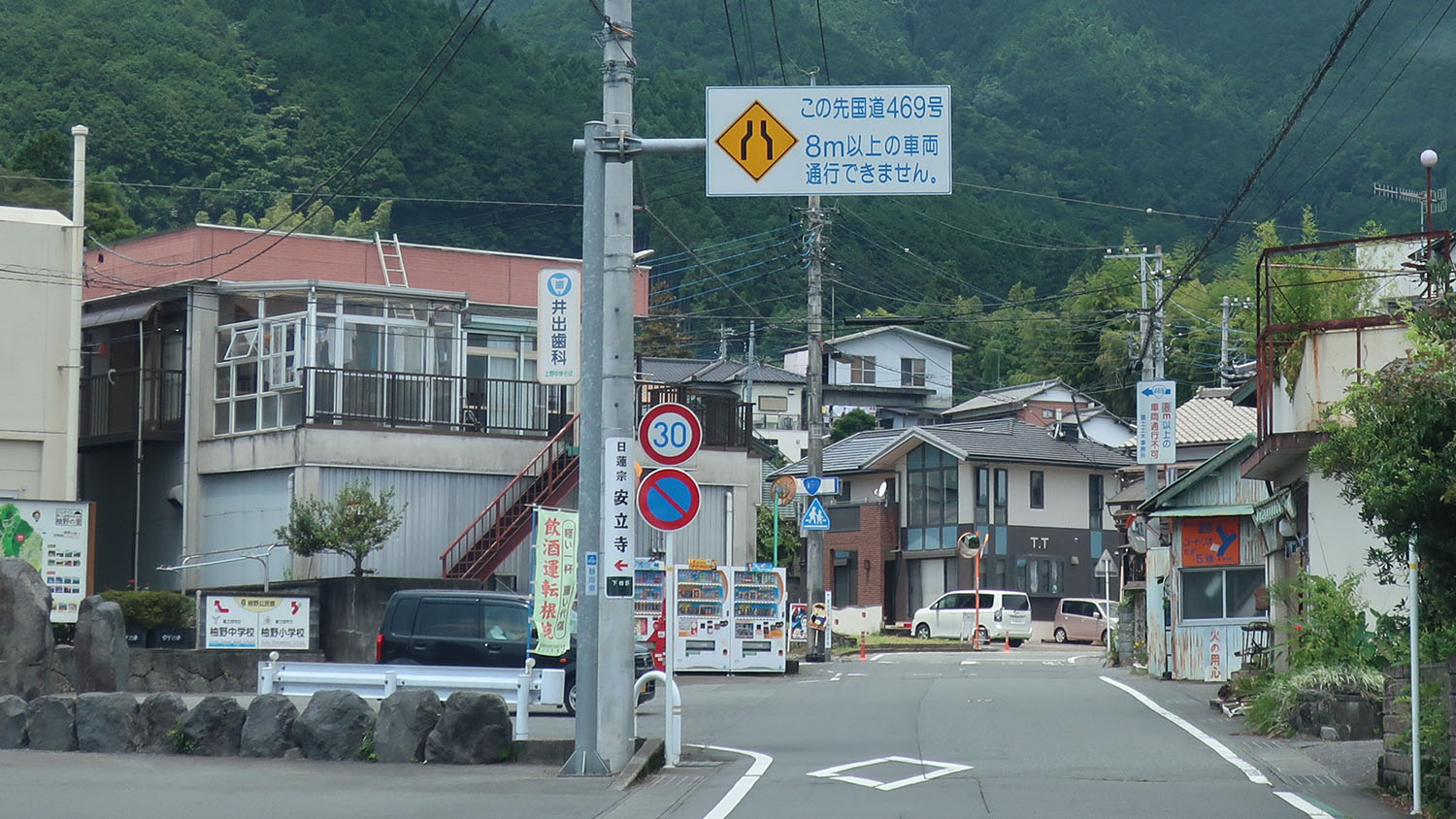
狭路区間の桜峠付近
8 ｍ以上車両の通行不可案内
静岡県富士宮市下柚野

静岡県御殿場市仁杉の仁杉交差点で静岡県道418号須走御殿場線からわかれ、南に進む。御殿場市川島田の原里小学校近くで進路を西南に変え、陸上自衛隊の板妻駐屯地を左に見たのち裾野市に入る。裾野市に入ってすぐは両側が東富士演習場になっており、広大な景色が広がる。裾野市須山の須山小学校近くで今度は進路を北西に変え、富士サファリパークの南側を通って富士市に入る。富士山こどもの国を抜けるとしばらく西方向に進み、富士宮市に入る。富士宮市村山から南西方向に、同市粟倉から北西方向に進み、富士宮市北山の北山インターチェンジで国道139号（富士宮道路）と立体交差して大石寺の境内地を抜けたのち、上野中学校の近くで進路を南西に変え芝川に沿う。

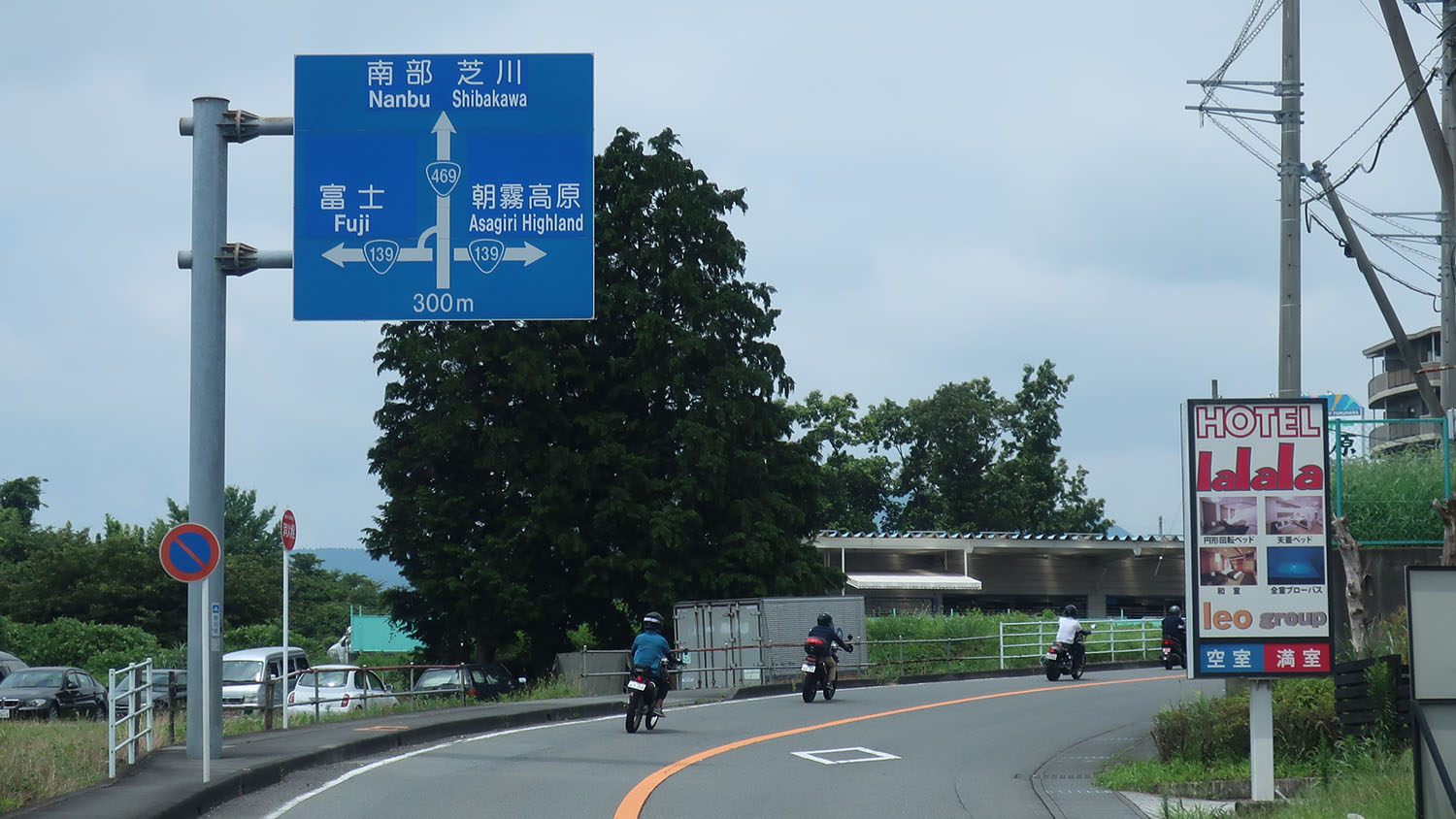
国道139号との交差
静岡県富士宮市北山

やがて富士宮市に入り同市「大鹿窪」で進路を北西に変え、芝川をわたった後、「桜峠」（狭路区間）をこえて同市「上稲子」に出る。上稲子からは稲子川に沿って南に走り、稲子駅付近からは進路を西に変え以後は富士川に沿う。県境を越えて山梨県南巨摩郡南部町に入ると十島駅の近くで富士川を渡って南部町万沢で国道52号に合流する。

### 通過する自治体
- 静岡県

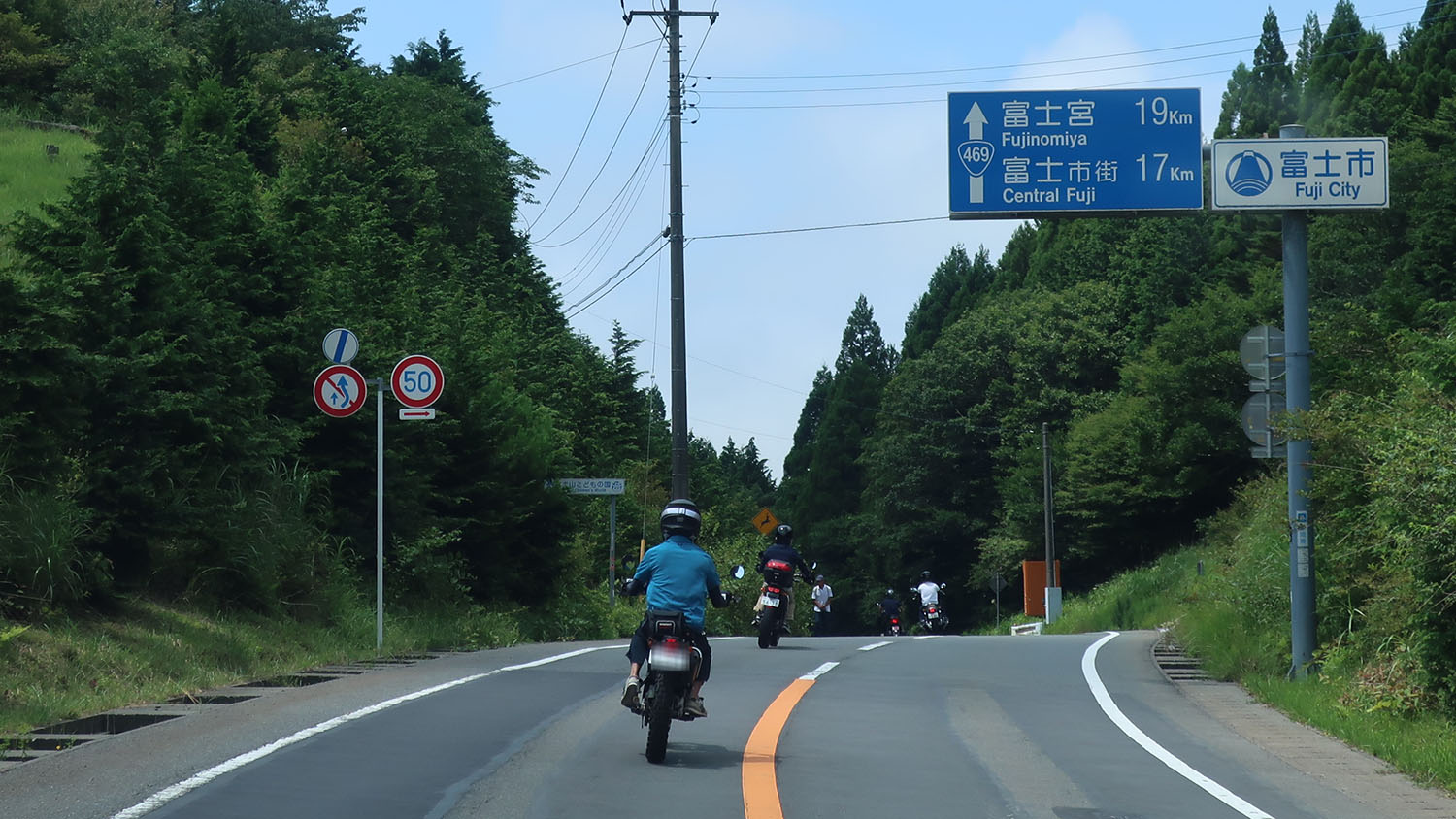
静岡県富士市桑崎
（2018年7月）

  - 御殿場市 - 裾野市 - 富士市 - 富士宮市
- 山梨県
  - 南巨摩郡南部町

### 交差する道路
- 静岡県道418号須走御殿場線（静岡県御殿場市、仁杉交差点）
- 国道138号（御殿場バイパス）（静岡県御殿場市、ぐみ沢IC交差点）
- 静岡県道23号御殿場富士公園線（静岡県御殿場市、玉穂支所入口交差点）
- 静岡県道155号滝ヶ原富士岡線（静岡県御殿場市、板妻交差点）
- 静岡県道24号富士裾野線（静岡県裾野市、須山交差点）
- 南富士エバーグリーンライン（静岡県裾野市）
- 静岡県道24号富士裾野線（静岡県富士市）
- 静岡県道72号富士白糸滝公園線、静岡県道158号大坂富士宮線（静岡県富士市）
- 静岡県道72号富士白糸滝公園線（静岡県富士宮市）
- 静岡県道397号富士根停車場線（静岡県富士宮市、粟倉団地交差点）
- 静岡県道180号富士宮富士公園線（静岡県富士宮市、山宮交差点）
- 国道139号（富士宮道路）（静岡県富士宮市、本門寺東交差点）
- 静岡県道414号富士富士宮線（静岡県富士宮市、本門寺入口交差点）
- 静岡県道184号白糸富士宮線（静岡県富士宮市）
- 静岡県道75号清水富士宮線（静岡県富士宮市）
- 静岡県道398号上稲子長貫線（静岡県富士宮市）
- 静岡県道・山梨県道10号富士川身延線（山梨県南部町）
- 国道52号（山梨県南部町、新万沢橋北詰交差点）